# 櫻之杜†淨夢者
《櫻之杜†淨夢者》是MOONSTONE公司於2016年5月27日發售的驚悚題材類型成人遊戲。2017年7月28日發售續作《櫻之杜†淨夢者2》（サクラノモリ†ドリーマーズ2）。2017年12月29日由HIKARI FIELD在Steam平台發行中文版。

## 故事簡介

### 櫻之杜†淨夢者
主人公吹上慎司与邻居秋津圓香自幼交识，关系很好。初中之时，圓香要随父母搬家，临走前一天向慎司告白。然而，圓香在告白之后便被杀人魔Joker杀害。慎司在当晚搜寻圓香的时候发现了她的尸体，大受打击，同时下定决心找出凶手，为圓香复仇。心存挂念的圓香不久以幽灵形态回到慎司的身边，陪伴他寻找凶手，同时希望慎司可以放下圓香，寻找新的幸福。
几年过去，慎司升上高中二年級。櫻之杜开始发生多起杀人、失踪案件，连班級裡的同學也未能幸免。在同學桐遠暮羽的邀請下，慎司加入了在梦境中与恶灵战斗的组织「櫻之杜·淨夢者」。同样在组织内的还有学姐閑宮真幌和美术社的成员衿坂美冬。此外，慎司的表妹吹上初音很担心慎司，陪伴在櫻之杜·淨夢者周围。
櫻之杜·淨夢者解决了多起杀人失踪案件，最终发现Joker的身份其实是慎司的好友八束秀典。八束秀典一直希望慎司成为守护和平的英雄，把自己视为成就英雄所必需的“恶人”，希望慎司杀掉自己。为了给慎司杀掉自己的理由，他杀害了刚刚告白的圓香。最终，秀典被烧成灰烬，慎司成功为圓香复仇。事后，圓香的灵魂安心消散，临走前期望慎司不被过去束缚，寻找新的恋人。玩家之后可以进入四位櫻之杜·淨夢者相关角色的路线。

## 登場角色

### 主要角色
吹上慎司
本作男主角，擁有能看見惡靈及幽靈的能力。
秋津圓香
慎司的青梅竹馬與戀人，被慎司告白後遭人所殺，後來以幽靈的身分與慎司一同行動。興趣是騎公路自行車。
桐遠暮羽（聲：仙地祐里衣）
立誓要討伐「惡靈」的少女，在與慎司相識後兩人開始並肩作戰。
閑宮真幌（聲：莓山文太郎）
慎司與圓香的學姐。擁有把夢境跟現實連接起來的能力。
衿坂美冬
美術社社員，經常身著白袍，喜歡描繪自然風景。以前與暮羽感情很好，目前則是交惡狀態。
吹上初音
慎司的表妹。雖然理解慎司的使命感，但並不希望慎司遇到危險。

## 主題曲
櫻之杜†淨夢者
片頭曲
作詞：華憐，作曲、編曲：電氣，主唱：電氣式華憐音樂集團
片尾曲「Corundum」
作詞：華憐，作曲、編曲：Gaku，主唱：電氣式華憐音樂集團
櫻之杜†淨夢者2
片頭曲
作詞：華憐，作曲、編曲：電氣，主唱：電氣式華憐音樂集團
片尾曲
作詞：華憐，作曲、編曲：電氣，主唱：電氣式華憐音樂集團

## 評價
櫻之杜†淨夢者於2016年度「萌系遊戲大賞」獲得懸疑作品賞金賞，並於年間排名獲得第38名。

## 外部連結
- 櫻之杜†淨夢者遊戲官網 （页面存档备份，存于）（日語）
- 櫻之杜†淨夢者2遊戲官網 （页面存档备份，存于）（日語）
- 櫻之杜†淨夢者中文遊戲官網 （页面存档备份，存于）（简体中文）
- 櫻之杜†淨夢者2中文遊戲官網 （页面存档备份，存于）（简体中文）